# Unjárga
lon_minlat_seclon_secalt_names_firstlat_deglon_deglat_min
Unjárga (jezik Samov) ali Nesseby (norveščina)  (Uuniemi finščina) je občina v administrativni regiji Finnmark na Norveškem.
1. ↑  »Forskrift om målvedtak i kommunar og fylkeskommunar« (v norveščini). Lovdata.no.